# Patissa aenealis
Patissa aenealis là một loài bướm đêm trong họ Crambidae.